# Xenacoelomorpha
Xenacoelomorpha, novo koljeno među morskim životinjama koje obuhvaća crve Acoelomorpha i Xenoturbellida, i za koje znanstvenici kažu da imaju zajednčkog pretka od kojih su se razvile drugousti (Deuterostomia). 
Ovo novo koljeno opisala je tek 2011 godine skupina znanstvenika, za koju kažu da je mnogo bliža čovjeku, nego što je prije to smatrano, i danas se zajedno s koljenima chordata, Echinodermata i Hemichordata svrstava kao četvrto koljeno drugousti (Deuterostomia).